# El Busilis: semanario que irá demostrando dónde está
El Busilis: semanario que irá demostrando dónde está, titulat així l’any 1886, és un setmanari humorístic d’actualitat política nacional, provincial i municipal barceloní. El terme 'Busilis', escollit pel seu títol, és un concepte utilitzat per referir-se a les qüestions difícils d’explicar. El setmanari pertany a J. B. Esteve i Martorell, qui exerceix de director. El seu primer número es va publicar el 6 de gener de 1886, el qual va inaugurar el seu naixement amb un ¡¡Buenos días!!, i el seu últim número conservat va ser publicat el 24 de març de 1886.

## Naixement

### Origen: quan i qui el va fundar
El primer número de El Busilis: semanario que irá demostrando dónde está es va publicar el 6 de gener de 1886, a Barcelona. El setmanari va ser inaugurat per J. B. Esteve i Martorell, director i propietari, amb la intenció de crear un mitjà de comunicació que tractes temes d’actualitat, mitjançant la sàtira política i social.
L’administració del setmanari se situava en el carrer de Sagristans, número 5, Barcelona i els despatxos estaven oberts de 15:00 h a 16:00 h. Posteriorment, el febrer, l’administració es va traslladar al carrer de la Diputació, número 247, Barcelona i les oficines estaven obertes de 14:00 h a 15:00 h. L’apartat de Correos era el número 426.

### Periodicitat i format
El mitjà de comunicació es tracta d’un setmanari, és a dir, que publica números un cop a la setmana. El Busilis publicava cada dilluns. S'escrivia tant en vers com en prosa, mitjançant articles i breus comentaris sobre la situació política de l’actualitat. Es caracteritzava per l’ús de la sàtira política i social i les caricatures. Tots els números coneguts de El Busilis: semanario que irá demostrando dónde está tenien una caricatura en la seva tercera pàgina. Els números constaven sempre de quatre pàgines, organitzades en tres columnes.

### Preu
El preu del setmanari variava si l’individu que l’adquiria era barceloní, procedent d'altres províncies o estranger i d’ultramar. A la taula següent es mostren els preus:
| Procedència           | Número individual | Trimestre     | Semestre      | Anual         |
| --------------------- | ----------------- | ------------- | ------------- | ------------- |
| Barcelona (ciutat)    | 0,05 pessetes     | No disponible | No disponible | No disponible |
| Barcelona (província) | 0,40 pessetes     | No disponible | No disponible | No disponible |
| Altres províncies     | No disponible     | 4,25 pessetes | 2,25 pessetes | 4,25 pessetes |
| Ultramar              | No disponible     | No disponible | No disponible | 7 pessetes    |

En resum, per aquells que vivien a la mateixa ciutat de Barcelona, l’adquisició d’un número individual costava 0,05 pessetes, mentre que per aquells que vivien a la província de Barcelona, però a una altra ciutat, el preu era de 0,40 pessetes.
Respecte a les persones provinents d'altres províncies, el preu de subscripció al setmanari era el següent: 4,25 pessetes el trimestre, 2,25 pessetes el semestre i 4,25 pessetes l’anual.
Finalment, els estrangers o d’ultramar havien de pagar 7 pessetes per un any de subscripció al setmanari.

## Història

### Diaris relacionats
El Busilis: semanario que irá demostrando dónde está és un setmanari posterior al diari amb el mateix nom El Busilis: periódico que sabe dónde está, creat el 14 de febrer de 1883 per Daniel Ortiz. Així mateix, el periòdic que segueix a l’actual 'Busilis' és El Nuevo Busilis: periódico politico-festivo, que sabe dónde está.

### Números
El Busilis: semanario que irá demostrando donde está va arribar a publicar 10 edicions, tot i que actualment no es preserva el número 8.
| Número   | Data       |
| -------- | ---------- |
| Número 1 | 06/01/1886 |
| Número 2 | 13/01/1886 |
| Número 3 | 20/01/1886 |
| Número 4 | 27/01/1886 |

| Número   | Data       |
| -------- | ---------- |
| Número 5 | 03/02/1886 |
| Número 6 | 10/02/1886 |
| Número 7 | 17/02/1886 |

| Número    | Data       |
| --------- | ---------- |
| Número 9  | 17/03/1886 |
| Número 10 | 24/03/1886 |

### Contingut i temàtica
El contingut d’aquestes publicacions tractava, principalment, l’humor castellà i gràfic. Aquest era una barreja entre la literatura castellana i el món humorístic, el qual es veia expressat en una immensa gamma d’obres gràfiques. Aquestes poden ser vinyetes, caricatures, dibuixos humorístics, tires còmiques, il·lustracions, retrats, imatges, etc. En el 'Busilis' predominaven les caricatures, il·lustracions i dibuixos.
Pel que fa a la temàtica, normalment eren temes actuals i crítiques socials i polítiques.

## Final
L’últim número trobat del setmanari és el publicat el 24 de març de 1886. En l’actualitat, el setmanari ja no es conserva, la qual cosa tampoc demostra la seva desaparició.

## Col·laboradors i relació del setmanari amb altres mitjans de comunicació
Als 9 números que hi ha disponibles de El Busilis: semanario que irá demostrando dónde está no hi consten firmes ni pseudònims, per tant, es desconeixen els redactors, col·laboradors i autors de les caricatures del setmanari.
Per altra banda, el director i propietari, J. B. Esteve i Martorell, va mostrar públicament el seu desgrat cap a Daniel Ortiz, director de El Fusilis i El Busilis: periódico que sabe donde está. Això es pot observar, sobretot, als primers números del setmanari, atès que Esteve i Martorell es dirigeix directament a Ortiz en una secció anomenada 'A El Fusilis'.
Al 1r número (06/01/1886) 'El Busilis' s'introdueix al món de la premsa amb un “¡¡Buenos dias!!”, amb el qual saluda a tots els habitants de Barcelona, menys als redactors i directors de El Fusilis:
¡¡Buenos dias!! Se los enviamos á todos los mortales y en especial á nuestros compañeros en la prensa, al venir á compartir con ellos susglorias y fuitigas. No hacemos más que una escepción. La de cierto semanario con quien nos impiden tener relaciones, la salud y la educación. A todos los demás españoles les enviamos con nuestro saludo, los votos de que alcancen muchas pesetas y mucha libertad.
Así que Ortiz se enteró de que el verdadero Busilis iba á volver á publicarse, saltó como si le hubiera picado una víbora

En el 2n número escriu un poema, al que anomena Letrilla, el vers principal del qual és el següent:
Es absurdo y no lo esplica, ni aún Ortiz. Es absurdo y no lo esplica, ni El Fusilis

A continuació, afirma:
¿En qué colegio se habrá educado ese Sr. Ortiz, redactor de El Fusitis?
El senor Ortiz, en su delirio, supone que hemos tomado el nombre de El Busilis para robarle á él